# Александру Сірітяну
Александру Сірітяну  (рум. Alexandru Sirițeanu, 16 квітня 1984) — румунський фехтувальник, олімпійський медаліст.

## Виступи на Олімпіадах
| Олімпіада   | Дисципліна      | Місце |
| ----------- | --------------- | ----- |
| Лондон 2012 | шабля, командні | 2     |